# 米津田政
米津 田政（よねきつ ただまさ/たまさ/みちまさ）は、安土桃山時代から江戸時代前期にかけての武将・旗本。初代江戸北町奉行。

## 略歴
永禄6年（1563年）、米津政信の四男として三河国碧海郡米津で誕生。米津氏は三河譜代であり、徳川家康の小姓として小牧・長久手の戦い、小田原征伐に歴戦。家康の関東入部に従い、武蔵国都筑郡、上総国印旛郡、香取郡、埴生郡内で5000石を領した。
その後徳川秀忠の御使番に列し、会津征伐や第二次上田合戦に参加。江戸幕府開幕直後の慶長9年（1604年）より没するまでの20年8か月の間、江戸北町奉行を務めた。奉行在職中、江戸市中において笠などの被り物で顔を隠すことを厳禁とする法令を発布、これに抵触し夜に笠を被り町内を歩いている者を斬罪に処するなど、市中の治安維持に峻厳な態度をもって臨んだ。最上騒動では島田利正などと共に最上領接収の使者を務めた。慶長17年（1612年）、捕縛された旗本奴・町奴の大鳥逸平の取り調べを行う。『津軽旧記』に拠れば、慶長16年、大鳥逸平の件に関して、町奉行・柄木田勘兵衛（米津田政）の子の柄木田勘十郎（米津勘十郎）が津軽藩にお預け処分となっている。その後勘十郎は、元和3年（1617年）に許されている。
寛永元年（1625年）、死去。享年63。家督は長男の田盛が継いだ。